# گاردینگ (کیرششپیل)
گاردینگ (به آلمانی: Kirchspiel Garding) یک شهر  در آلمان است که در نوردفرایسلند واقع شده‌است. گاردینگ ۳۱۱ نفر جمعیت دارد.